# 윈드랜드
《윈드랜드》(이탈리아어: Cuccioli: Il paese del vento, 영어: Pet Pals in Windland)는 2014년 공개된 이탈리아의 애니메이션 영화이다.

## 성우진

### 한국어 더빙
- 김경희 - 홀리 역
- 탁원정 - 탑햇 역
- 권문정 - 디바 / 까마귀 마녀 역
- 박상훈 - 피오 역
- 윤세웅 - 모비 / 거북이 할아버지 역